# Cremella

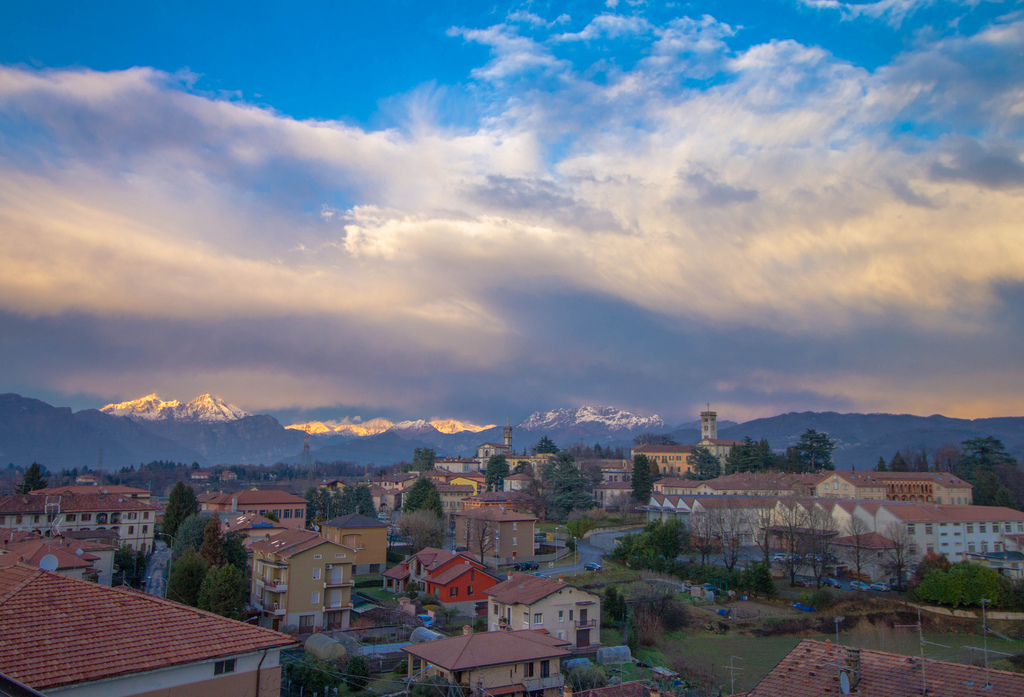
Cremella

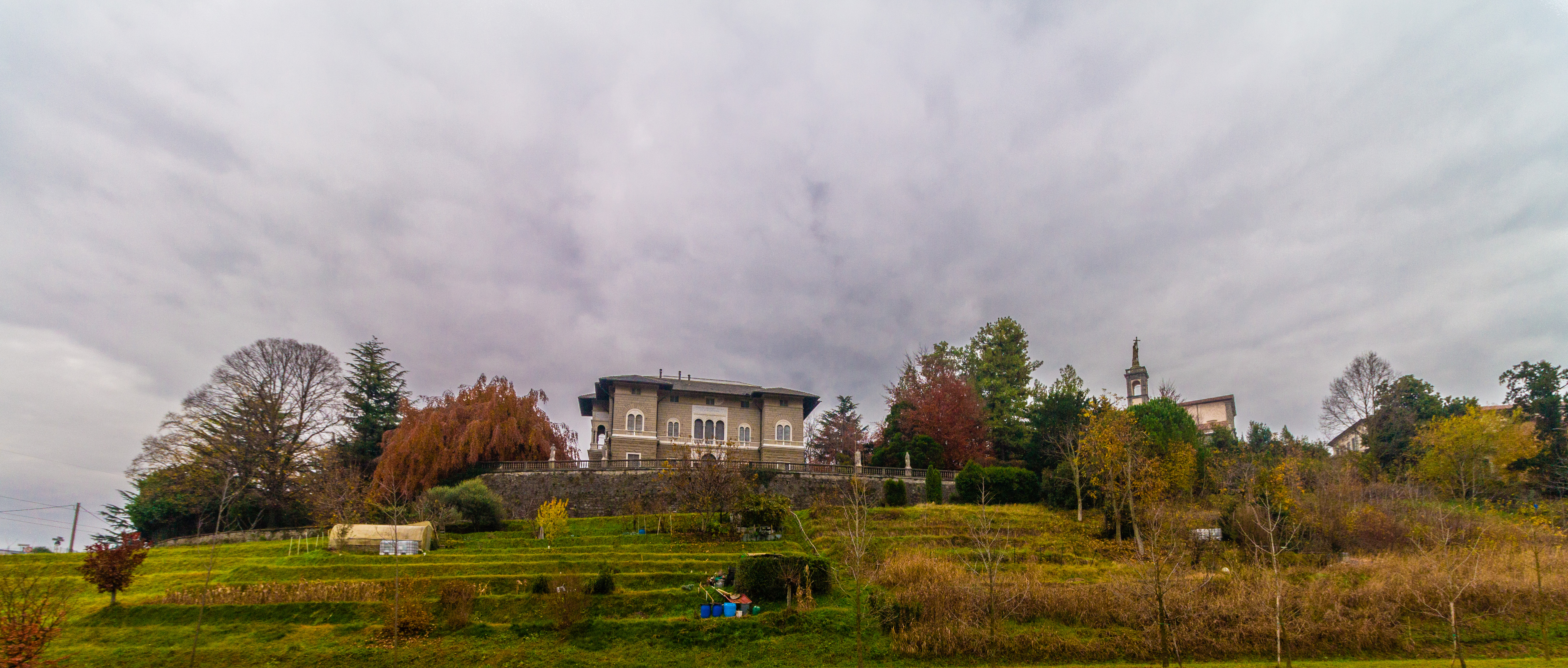
Palazzo Vassalli

Cremella ist eine Gemeinde in der Provinz Lecco in der italienischen Region Lombardei mit 1663 Einwohnern (Stand 31. Dezember 2023).

## Geographie
Die Gemeinde liegt etwa 15 km südwestlich der Provinzhauptstadt Lecco und 30 km nordöstlich der Millionen-Metropole Mailand. Die umfasst die Fraktionen Valle Di Sotto, Baciolago, Popolo, Isola und Montegregorio. Im Jahr 1971 hatte die Gemeinde Cremella eine Fläche von 189 Hektar.
Die Nachbargemeinden sind Barzago, Barzanò, Bulciago und Cassago Brianza.

## Geschichte
Der Ortsname wird im Jahr 920 erwähnt. Cremella war ein königlicher Hof und gehörte wie Bulciago und Calpuno zur Kirche San Giovanni Battista in Monza (Dom von Monza), die am 10. Juli 1000 von Otto III. (HRR) unter seinen Schutz gestellt wurde. Zum Hof von Cremella gehörten auch Mardegore, Codegore, Pantegore, Bevera, Dolzago, Gallexio (Gaesso) und Luzana. Im 13. Jahrhundert gab es in einigen ländlichen Ortschaften der Brianza, darunter Cremella und Bulciago, nicht mehr nur einfache "homines", sondern universitates, Gemeinschaften von Gesellschaftern, die dazu neigten, sich von den Feudalherren zu lösen. Um diese Tendenz zu unterdrücken, erließ der Erzpriester von Monza im Jahr 1232 Statuten, nachdem er den Männern des Ortes ihren Eid abgenommen hatte: Die Kirche von Monza verfügte, dass die Männer von Cremella nicht mehr frei Konsuln, Canepari, Porcari oder ähnliche Beamte wählen durften, sondern dass die Ernennung durch den Erzpriester oder einen seiner Boten erfolgen musste. Im Jahr 1246 wählte Cremella jedoch missbräuchlich zwei Konsuln, ein Majestätsbeleidigung, die den Erzpriester von Monza dazu veranlasste, die Stadt Mailand zu verklagen; in diesem Jahr hatte Cremella zwei Konsuln, einen Canevaro und zwei Prokuratoren. Ebenfalls im 13. Jahrhundert wird in Cremella ein Grundstück im Besitz der Gemeinde erwähnt.
In den Statuten für die Straßen und Gewässer des Herzogtums Mailand wurde er in der Gemeinde Missaglia als el locho da Crimella aufgeführt. Im Jahr 1411, mit der Bestätigung der bereits von Bernabò Visconti gewährten Immunitäten und Befreiungen für die Ghibellinen Montis Brianzie partium nostrarum Martexane superioris, und in der am 10. Juli 1412 dem Herzog von Mailand Filippo Maria Visconti geleisteten Eidesformel, wurden omnia communia Montisbriantie contrate Martesane genannt, darunter auch Cremella. Im Grundbuch des Herzogtums Mailand von 1558 und den nachfolgenden Aktualisierungen bis zum 17. Jahrhundert wird Cremella unter den Gemeinden der Pieve Missaglia aufgeführt. Cremella wurde auch in einer Übersicht aller Ländereien des Herzogtums Mailand und anderer mit ihnen für Salz besteuerter Ländereien aus dem Jahr 1572 aufgeführt. Aus den Antworten, die im Jahr 1751 auf die 45 Fragen der königlichen Volkszählung gegeben wurden, geht hervor, dass die Gemeinde Cremella mit Prebono (zusammengefasste Gemeinde), die zur Pieve Missaglia gehörte die zusammen mit Viganò, Casirago, Cologna und Brianzola bereits Teil des Lehens des Markgrafen Giussani war, zu diesem Zeitpunkt dem Hauptmann Don Pietro Vassallo als Lehen übertragen wurde, dem nichts entsprach, da er von diesem Lehen befreit wurde; Weder königlicher noch feudaler iusdicente residierte dort; die Justiz wurde in der Regel vom Vikar der Martesana ausgeübt, bei dessen Strafbank der Konsul seinen jährlichen Eid ablegte und dem Aktuar 18 Soldi zahlte.
Nach der vorübergehenden Vereinigung der lombardischen Provinzen mit dem Königreich Sardinien wurde die Gemeinde Cremella mit 620 Einwohnern, die von einem 15-köpfigen Gemeinderat und einem 2-köpfigen Stadtrat verwaltet wird, gemäß der durch das Gesetz vom 23. Oktober 1859 festgelegten Gebietsaufteilung in den Bezirk IV von Misssaglia, Bezirk III von Lecco, Provinz Como, eingegliedert. Bei der Verfassung des Königreichs Italien im Jahr 1861 hatte die Gemeinde 666 Einwohner (Volkszählung 1861). Nach dem Gemeindegesetz von 1865 wurde die Gemeinde von einem Bürgermeister, einer Junta und einem Rat verwaltet. Im Jahr 1867 wurde die Gemeinde in denselben Bezirk, Kreis und dieselbe Provinz eingegliedert (Verwaltungsbezirk 1867). Im Jahr 1924 wurde die Gemeinde in den Bezirk Lecco der Provinz Como eingegliedert. Nach der Gemeindereform von 1926 wurde die Gemeinde von einem Podestà verwaltet. Im Jahr 1928 wurde die Gemeinde Cremella mit der Gemeinde Barzanò zusammengelegt. 1953 wurde die autonome Gemeinde Cremella durch Abtrennung ihres Gebiets von der Gemeinde Barzanò neu gebildet. Nach dem geltenden Gesetz über das Gemeindesystem wurde die Gemeinde von einem Bürgermeister, einer Junta und einem Rat verwaltet.

## Bevölkerung
| Bevölkerungsentwicklung | Bevölkerungsentwicklung | Bevölkerungsentwicklung | Bevölkerungsentwicklung | Bevölkerungsentwicklung | Bevölkerungsentwicklung | Bevölkerungsentwicklung | Bevölkerungsentwicklung | Bevölkerungsentwicklung | Bevölkerungsentwicklung | Bevölkerungsentwicklung | Bevölkerungsentwicklung | Bevölkerungsentwicklung | Bevölkerungsentwicklung | Bevölkerungsentwicklung | Bevölkerungsentwicklung | Bevölkerungsentwicklung |
| ----------------------- | ----------------------- | ----------------------- | ----------------------- | ----------------------- | ----------------------- | ----------------------- | ----------------------- | ----------------------- | ----------------------- | ----------------------- | ----------------------- | ----------------------- | ----------------------- | ----------------------- | ----------------------- | ----------------------- |
| Jahr                    | 1861                    | 1871                    | 1881                    | 1901                    | 1921                    | 1931                    | 1936                    | 1951                    | 1961                    | 1971                    | 1981                    | 1991                    | 2001                    | 2011                    | 2022                    |                         |
| Einwohner               | 666                     | 666                     | 655                     | 802                     | 901                     | 881                     | 969                     | 1062                    | 1072                    | 1178                    | 1234                    | 1352                    | 1530                    | 1762                    | 1674                    |                         |
| Quelle: ISTAT           |                         |                         |                         |                         |                         |                         |                         |                         |                         |                         |                         |                         |                         |                         |                         |                         |

## Kultur und Sehenswürdigkeiten
- Pfarrkirche San Sisinio, Martirio, Alessandro (ehemaliges Kloster Sankt Peter). Sie hat einen romanischen Glockenturm und beherbergt in ihrem Inneren eine Kreuzigung aus dem 16. Jahrhundert und romanische Kapitelle, die mit zoomorphen Skulpturen verziert sind.
- Villa del Bono Sessa, entworfen von Cecilio Arpesani im elisabethanischen Neorenaissance-Stil.
- Villa Pizzi